# Sarnonico
Sarnonico település Olaszországban, Trento megyében. Lakosainak száma 788 fő (2023. január 1.). Sarnonico Caldaro sulla Strada del Vino, Cavareno, Dambel, Novella, Romeno, Ronzone, Appiano sulla Strada del Vino, Ruffré-Mendola, Borgo d'Anaunia és Fondo községekkel határos.

## Népesség
A település népességének változása:
| Lakosok száma | 789  | 778  | 788  |
|               | 2017 | 2018 | 2023 |